# 球果紫堇属
球果紫堇属（学名：Fumaria）是荷包牡丹科下的一个属，为一年生、少数多年生草本植物。该属共有55种，分布于欧洲南部至亚洲。